# HD 107833
HD 107833，又名CD-38 7700，SAO 203421、HR 4713，是一颗恒星，视星等为6.4，位于銀經297.08，銀緯23.25，其B1900.0坐标为赤經12h 18m 19.6s，赤緯-38° 23.25′ 53″。